# Lax (Szwajcaria)
Lax (gsw. Laggsch) – miejscowość i gmina (Politische Gemeinde) w południowej Szwajcarii, w kantonie Valais, w okręgu (Bezirk) Goms. Leży nad rzeką Rodan.
Gmina została po raz pierwszy wspomniana w dokumentach w 1295 roku jako Lacx. W 1308 roku gmina została wspomniana jako Zend Goms Lax.

## Demografia
W Lax 31 grudnia 2021 roku mieszkało 340 osób. W 2021 roku 12,4% populacji gminy stanowiły osoby urodzone poza Szwajcarią.
W 2000 roku 94,1% mieszkańców mówiło w języku niemieckim, 4,1% mieszkańców w języku serbsko-chorwackim, a 0,7% populacji w języku niderlandzkim. Jedna osoba zadeklarowała znajomość języka włoskiego.

Zmiany w liczbie ludności są przedstawione na poniższym wykresie:

## Transport
Przez teren gminy przebiega droga główna nr 19. 